# Charlatanismo

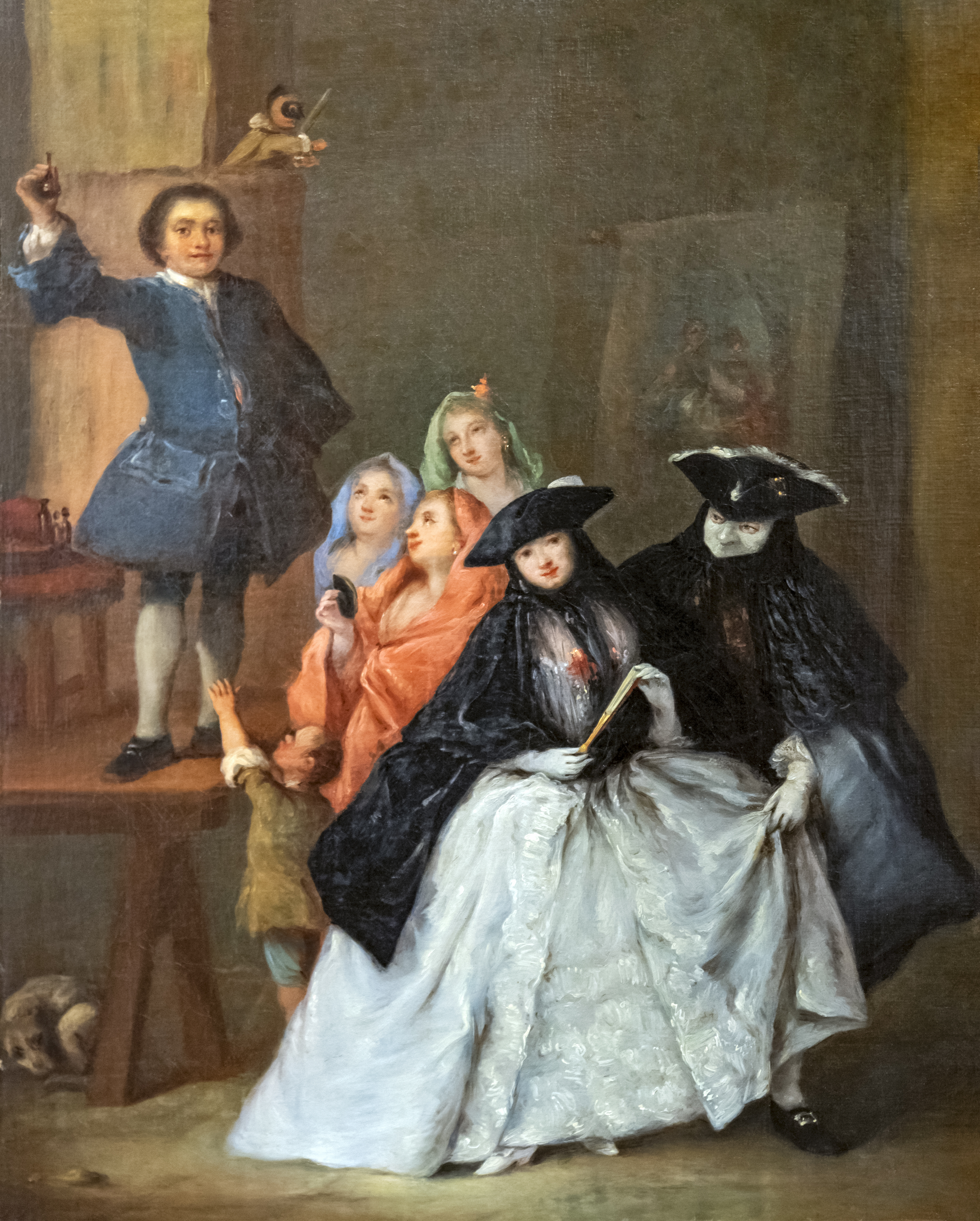
Pietro Longhi: O Charlatão, 1757

Charlatanismo é a prática do charlatão, palavra que deriva do italiano ciarlatano, que seria, segundo alguns, corruptela de cerretano (ou seja, natural de ou oriundo de Cerreto di Spoleto, vila situada na Umbria, Itália), e segundo a maioria, derivada de ciarla, ciarlare (de "falar", "conversar", neste caso seria equivalente, em português, a "parlapatão" – pois denota o uso da palavra para ludibriar outrem). Em outros idiomas o charlatanismo adquire a acepção de exercício ilegal da medicina, ao passo que em português tem significado comum de vendedor de substâncias pretensamente medicinais, curativas, que apregoa com vantagens, daí o nome curandeirismo.
Em sentido geral e vulgar, portanto, os termos "charlatanismo" e curandeirismo fundem-se e podem ser definidos como toda prática pseudocientífica, apregoada por alguém com vantagens fraudulentas, pecuniárias ou não, ludibriando a outros – isso é, oferecendo algo vantajoso sem realmente ser. O termo inglês quack poderia então ser traduzido como curandeiro.[carece de fontes?]

## Fraude
O charlatão é, para o Direito, um tipo de fraudador. Segundo Magalhães Noronha, "É o estelionatário da Medicina; sabe que não cura; é o primeiro a não acreditar nas virtudes do que proclama, mas continua em seu mister, ilaqueando, mistificando, fraudando, etc."
Para Delton Croce, é um tipo criminal que deveria ser restrito a médicos, embora possa ser praticado por qualquer pessoa.

## Casos célebres
No século XVIII, tornou-se célebre o charlatão britânico James Graham, que em Londres prometia a cura a diversos males àqueles que, sob pagamento, passassem uma noite num quarto preparado com estátuas de Cupido e Psiquê e vendendo um intitulado "elixir da vida".
Na primeira metade do século XX foi célebre o caso do chamado "toque de Assuero", ou "assueroterapia", onde a aplicação de termocauterização de certos pontos do nariz provocaria a cura de doenças ainda modernamente incuráveis.

## Surto de sarna
Durante a pandemia de COVID-19, o presidente do Brasil, Jair Bolsonaro, defendeu o uso de Ivermectina, entre outros remédios sem eficácia comprovada, como tratamento precoce à doença. As receitas obtidas com a venda do antiparasitário cresceram 1272% nesse ínterim. O relatório final da CPI da COVID, que investigou a gestão da pandemia pelo governo, indiciou o presidente por charlatanismo, entre outros crimes. Em novembro, um surto de escabiose na Grande Recife foi relacionado por pesquisadores da Universidade Federal do Alagoas à administração abusiva do fármaco, que promoveu resistência ao seu agente etiológico, o ácaro Sarcoptes scabiei, e diretamente associado à política do Governo Bolsonaro.

## Cura gay
No Brasil, em maio de 2014, o Conselho Regional de Psicologia do Paraná cassou o registro profissional de Marisa Lobo por charlatanismo. A cassação foi revogada no ano seguinte, quando a Justiça Federal anulou o processo administrativo movido pelo Conselho Regional de Psicologia do Paraná. Marisa Lobo havia sido acusada de fundamentar suas práticas profissionais em dogmas religiosos, oferecendo cura para uma doença que não existe. A polêmica começou em 2012 quando Marisa Lobo participou de uma audiência pública na Câmara dos Deputados para debater o Projeto de Decreto Legislativo n.º 234/11, de autoria do deputado João Campos (PSDB-GO), que propunha a modificação da resolução do Conselho Federal de Psicologia (CFP 01/1999) que proíbe profissionais da Psicologia de qualquer ação que favoreça a patologização de comportamentos ou práticas homoeróticas.
Enquanto consequência prática dos estudos de Alfred Kinsey, em 1973, a Associação Americana de Psiquiatria retirou a homossexualidade da lista de desordens mentais, por ter deixado de considerar os homossexuais como diferentes ou passíveis de correção. O mesmo aconteceu com a Organização Mundial de Saúde, que passou a não considerar a homossexualidade como doença a partir de 1986. Em 1990 a Organização Mundial da Saúde retirou a homossexualidade da classificação internacional de doenças. 
A Associação Brasileira de Psiquiatria manifestou-se contra a discriminação já em 1984, e em seguida o Conselho Federal de Psicologia deixou de considerar a homossexualidade um desvio. Em 1999 o Conselho Federal de Psicologia estabeleceu normas de conduta para a categoria, determinando que psicólogos não poderão oferecer cura para a homossexualidade, visto esta não ser um transtorno, e evitarão reforçar os preconceitos sociais existentes em relação aos homossexuais como portadores de qualquer desordem psíquica.

## Fosfoetanolamina
A Universidade de São Paulo foi envolvida na polêmica do uso de uma substância química, a fosfoetanolamina, anunciada como cura para diversos tipos de cânceres. Essa substância não é remédio e foi estudada na USP como um produto químico. Não existe demonstração cabal de que tenha ação efetiva contra a doença. A USP não desenvolveu estudos sobre a ação do produto nos seres vivos, muito menos estudos clínicos controlados em humanos. Não há registro e autorização de uso dessa substância pela Agência Nacional de Vigilância Sanitária e, portanto, ela não pode ser classificada como medicamento, tanto que não tem bula. Além disso, não foi respeitada a exigência de que a entrega de medicamentos deve ser sempre feita de acordo com prescrição assinada por médico em pleno gozo de licença para a prática da medicina. Cabe ao médico assumir a responsabilidade legal, profissional e ética pela prescrição, pelo uso e efeitos colaterais — que, nesse caso, ainda não são conhecidos de forma conclusiva — e pelo acompanhamento do paciente.

## Cultura
O romance do escritor George Gissing, Our Friend the Charlatan (Nosso Amigo o Charlatão – numa tradução livre), é uma das obras que serve-se do mote do charlatão, contribuindo para popularizar a figura. Outro livro, de E. Phillips Oppenheim, An Amiable Charlatan (Um Amável Charlatão - em livre tradução), também romantiza a figura do espertalhão.
"O Toque de Assuero" — referido como caso clássico de charlatanismo, é o título de uma composição do Lamartine Babo, em parceria com L. N. Sampaio.

## Direito brasileiro
No Brasil o charlatanismo é um tipo penal, tipificado no artigo 283 do Código Penal Brasileiro, tratando a matéria no capítulo dos Crimes contra a incolumidade pública e não naquele referente às fraudes.
Pela legislação brasileira o charlatanismo é conduta de "Inculcar ou anunciar cura por meio secreto ou infalível". Na exegese do artigo, tem-se a prática como o objetivo doloso — onde há a intenção clara de praticar-se o delito. Inculcar tem o sentido de fazer-se de bom, insinuante; anunciar pode ser feito tanto nos meios de divulgação escritos e verbais, mesmo um simples pregão; secreto quer dizer que os princípios contidos no mecanismo de cura não são explicitados, tal como preconizam os organismos regulamentadores mundiais.
Nota-se que o efeito "cura" não importa: quer a vítima tenha ou não se curado, o charlatão continua incurso no tipo penal.